# Birgit Weidt
Birgit Weidt (* 1962 in Ost-Berlin) ist eine deutsche Journalistin und Reisebuchautorin.

## Leben
Birgit Weidt wuchs in der DDR in Ost-Berlin auf und studierte Journalistik und Psychologie.
Als freie Journalistin verfasste sie Reisereportagen für Publikationen wie Die Zeit, die Neue Zürcher Zeitung, emotion, Brigitte, Abenteuer & Reisen, Psychologie Heute, Geo Saison, Eltern for Family und die FAZ. 2003 bereiste sie erstmals die im Indischen Ozean gelegene französische Insel Réunion. 2006 dreht sie dort eine Dokumentation für ARTE über die Vanilleernte. Ihr erstes Buch, Die Insel des ewigen Frühlings, befasst sich mit Réunion. Das zweite Buch, Das Lächeln der Vergangenheit, geht auf die Ureinwohner der ebenfalls französischen Inselgruppe Neukaledonien ein.
Sie lebt in Berlin und, mit jeweils längeren Aufenthalten, auf Réunion und ist Mutter einer Tochter. Neben Deutsch spricht sie unter anderem auch Französisch.

## Auszeichnungen
Weidt wurde für ihre Reportagen mit dem unabhängigen Journalistenpreis des Niederländischen Büros für Touristik & Convention ausgezeichnet.

## Werke
- Die Insel des ewigen Frühlings, Malik/National Geographic, 2013, ISBN 978-3-492-40461-7
- Das Lächeln der Vergangenheit, Dumont Reiseverlag, 2018, ISBN 978-3-7701-8291-6
- Das Kreolische Kochbuch, Jacoby und Stuart, ISBN 978-3-942787-47-5
- Mauritius, MAIRDUMONT/Marco Polo, 2020, ISBN 978-3-8297-5037-0 (gemeinsam mit Freddy Langer)